# Охотники на троллей: Истории Аркадии
«Охо́тники на тро́ллей: Истории Аркадии» (англ. Trollhunters: Tales of Arcadia) — американо-мексиканский компьютерный мультсериал, созданный Гильермо дель Торо для Netflix по книге «Охотники на троллей» и спродюсированный компаниями Cha Cha Cha Films и DreamWorks Animation. Первый сериал из трилогии Истории Аркадии. Второй сериал трилогии — «Трое с небес: Истории Аркадии», а третий — «Волшебники: Истории Аркадии».
Первые два эпизода мультсериала были показаны 8 октября 2016 года на Comic Con в Нью-Йорке. Мировая премьера мультсериала состоялась 23 декабря 2016 года на Netflix. 9 февраля 2017 года Netflix продлил сериал на второй сезон из 13-ти эпизодов, которые стали доступны 15 декабря того же года.
Выход третьего и финального сезона состоялся 25 мая 2018 года.

## Сюжет
В руки пятнадцатилетнему юноше попадает Магический Амулет, который даёт ему звание охотника на троллей, призванного защищать два мира  — человеческий и троллей, живущих под  городом Аркадия.

## Актёры и персонажи
- Антон Ельчин и Эмиль Хирш — Джеймс «Джим» Лейк-мл.: первый Охотник на троллей, который является человеком. Он становится вынужденным героем, ведущим двойную жизнь. Является хорошим поваром и  сделает всё ради друзей[3][4].
- Чарли Сакстон — Тобиас «Тоби» Домжальски: лучший друг Джима, почти брат. Владеет боевым молотом[9].
- Лекси Медрано — Клэр Нуньес: девушка Джима. Она смелая, доброжелательная, веселая, саркастическая, любознательная девушка, которая любит книги и является весьма талантливым бойцом и гимнасткой. Она получает посох, способный создавать порталы с помощью эмоций своего обладателя[9].
- Джонатан Хайд — Уолт Стриклер: учитель в школе Джима (на самом деле подменыш), работающий на Гум-Гумов[9].
- Келси Грэммер — Блинки (Моргунчик): тролль-наставник Джима, у которого шесть глаз. Блинки мудрый, учёный и добрый тролль, который очарован человеческим миром. Он в полной мере использует время, когда в результате проклятья застревает в человеческом теле, чтобы удовлетворить своё любопытство. Его тайное желание — водить машину[3].
- Фред Таташор — Ааарррггхх: союзник Джима, который становится другом Тоби. В детстве он был похищен Гум-Гумами, и из-за этого травмирующего опыта он стал самопровозглашённым пацифистом, однако продолжает чувствовать вину за прошлые поступки. Несмотря на его мирное поведение, он яростно сражается, чтобы защитить близких[9].
- Виктор Райдер-Векслер — Вендел: глава Рынка троллей. Вендел древний и мудрый тролль; он сначала с подозрением относится к Джиму и кажется пессимистом, но позже становится ясно, что он мягок и заботлив.
- Рон Перлман — Булар: сын Гунмара. Ужасный, мощный воин-тролль. Булар одержим освобождением своего отца из Тёмных земель, он хочет снова стать семьёй. Он кровожаден и злобен и ненавидят подменышей, называя их «нечистыми»[3].
- Эми Ландекер — Барбара Лейк: чрезмерно опекающая и подозрительной матерью. Её муж бросил семью, когда Джиму было пять лет[9].
- Стивен Ён — Стив Палчек: хулиган с нарциссическими наклонностями в школе Джима[4].
- Мэттью Уотерсон — Драал: сын предыдущего Охотника на троллей, Канджигара. Изначально ревнивый и подозрительный к Джиму, Он позже становится его другом и наставником. Во время финальной битвы с Буларом Драал пожертвовал своей правой рукой, чтобы спасти амулет Охотника на троллей, а затем получил механический протез. Канджигар никогда не был близок с сыном, поэтому Драал хотел стать следующим Охотником, чтобы получить одобрение отца.
- Лорен Том — мисс Номура: куратор музея (на самом деле подменыш).
- Джимми Вуд — НеЭнрике: подменыш, заменивший Энрике, маленького брата Клэр. Со временем становится её другом и даже в некотором роде братом.
- Клэнси Браун — Гунмар: лидер Гум-Гумов, который живёт в Тёмных землях. Он могуществен, но в то же время безжалостен и имеет садистские наклонности. Он рассматривает своих союзников и Орден Януса, который отчаянно пытается вытащить его из Тёмных земель, как одноразовых; он может поработить или убить своих собратьев-троллей, когда он посчитает нужным.
- Том Хиддлстон и Джеймс Пьюрфой — Канджигар Отважный: отец Драала и благородный Охотник на троллей до Джима, который уже после собственной смерти (в качестве призрака) становится его наставником. Он считает, что Охотник на троллей должен работать в одиночку, чтобы не подвергать опасности друзей.
- Айк Амади — Ангор Рот: таинственный древний тролль-убийца и маг с печальным прошлым, . В древние времена Ангор заключил сделку с ведьмой Морганой, обменяв свою душу на мистические способности. Был вынужден охотиться за душами Охотников на троллей чтобы заполнить образовавшуюся пустоту.
- Родриго Блаас — гном Чомпски (Жевака): гном с острыми зубами, который живёт в кукольном домике у Тоби.
- Марк Хэмилл — Диктатус: брат Блинки, который считался погибшим. На самом деле помогает Гунмару в его стремлении покорить мир.
- Анжелика Хьюстон — Королева Урсула
- Коул Сэнд — Элай Пепперджек: одноклассник Джима, верящий в сверхъестественное.
- Лина Хиди — Моргана / «Бледная Леди» / Баба Яга: древняя ведьма которая заключила душу Ангора рота в кольце Инферно копула, также создавшая посох тени.
- Том Кенни — Отто Скарбах: подменыш, работающий на Гунмара.
- Дэвид Брэдли — Мерлин: могущественный волшебник, создавший амулет Охотников на троллей.
- Колин О’Донохью — Дукси «Большой Ди»: милый подросток из Англии, учится в школе Джима.
- Татьяна Маслани — Ажа: ученица по обмену, старшая сестра Крелла.
- Диего Луна — Крелл: ученик по обмену, младший брат Ажи.

## Эпизоды
| Сезон | Сезон | Эпизоды | Оригинальная дата выхода |                 |
| ----- | ----- | ------- | ------------------------ | --------------- |
|       | 1     | 26      | 23 декабря 2016          | 23 декабря 2016 |
|       | 2     | 13      | 15 декабря 2017          | 15 декабря 2017 |
|       | 3     | 13      | 25 мая 2018              | 25 мая 2018     |

## Производство
Главные роли в мультсериале «Охотники на троллей» озвучили Антон Ельчин, Келси Грэммер и Рон Перлман. Сериал стал последним проектом Ельчина, который погиб в результате несчастного случая вскоре после завершения записи большинства своих реплик. Продюсер Гильермо дель Торо отказался перезаписать его реплики.
Так как Ельчин до своей смерти успел записать достаточно диалогов, Джим Лейк-мл. продолжил говорить его голосом во втором сезоне.

## Отзывы критиков
«Охотники на троллей» получили признание критиков. Первый сезон мультсериала держит 93% «свежести» на сайте-агрегаторе Rotten Tomatoes, что основано на 15 отзывах критиков. Критический консенсус сайта гласит: «„Охотникам на троллей“ удалось ухватить любовь Дель Торо к историям о монстрах в молодёжной и более красочной манере, и таким образом он может завоевать поклонников нового поколения».